# 2002년 아시안 게임 수영
제14회 아시안 게임 수영 경기는 2002년 9월 30일에서 10월 13일까지 대한민국 부산 사직 실내 수영장에서 열렸다.

## 메달 집계
| 순위 | 국가         | 금메달 | 은메달 | 동메달 | 합계 |
| ---- | ------------ | ------ | ------ | ------ | ---- |
| 1    | 중국         | 20     | 11     | 8      | 39   |
| 2    | 일본         | 11     | 18     | 13     | 42   |
| 3    | 대한민국     | 1      | 2      | 8      | 11   |
| 4    | 우즈베키스탄 | 1      | 0      | 0      | 1    |
| 5    | 말레이시아   | 0      | 1      | 0      | 1    |
| 6    | 싱가포르     | 0      | 0      | 1      | 1    |
| 6    | 태국         | 0      | 0      | 1      | 1    |
|      | 합계         | 33     | 32     | 31     | 96   |

## 남자
WR: 세계 기록

AR: 아시아 기록

GR: 대회 기록
| 종목          | 금                                                                             | 금               | 은                                                                             | 은             | 동                                           | 동           |
| ------------- | ------------------------------------------------------------------------------ | ---------------- | ------------------------------------------------------------------------------ | -------------- | -------------------------------------------- | ------------ |
| 자유형 50m    | 라빌 나차에프 · 우즈베키스탄 · 김민석 · 대한민국                               | 22.86            |                                                                                |                | 나카니시 이세이 · 일본                       | 23.14        |
| 자유형 100m   | 천주오 · 중화인민공화국                                                        | 50.76            | 리우유 · 중화인민공화국                                                        | 50.83          | 호소카와 다이스케 · 일본                     | 51.22        |
| 자유형 200m   | 리우얀 · 중화인민공화국                                                        | 1분 49.29 (GR)   | 오쿠무라 요시히로 · 일본                                                       | 1분 49.36 (GR) | 이치카와 요스케 · 일본                       | 1분 50.66    |
| 자유형 400m   | 후지타 수니치 · 일본                                                           | 3:50.41 (GR)     | 유청 · 중화인민공화국                                                          | 3:54.57        | 한규철 · 대한민국                            | 3:56.10      |
| 자유형 1500m  | 유청 · 중화인민공화국                                                          | 15:10.99 (AR)    | 조성모 · 대한민국                                                              | 15:12.32 (AR)  | 한규철 · 대한민국                            | 15:22.38     |
| 100m 배영     | 나시코리 아츠시 · 일본                                                         | 55.17            | 림 켕 리아트 · 말레이시아                                                      | 55.18          | 모리타 토모미 · 일본                         | 55.32        |
| 200m 배영     | 우펑 · 중화인민공화국                                                          | 2:00.40          | 나카노 타카시 · 일본                                                           | 2:00.76        | 소노다 나오야 · 일본                         | 2:01.22      |
| 100m 평영     | 기타지마 고스케 · 일본                                                         | 1분 00.45 (GR)   | 정칠리앙 · 중화인민공화국                                                      | 1분 03.04      | 야마구치 요시히사 · 일본                     | 1분 03.22    |
| 200m 평영     | 기타지마 고스케 · 일본                                                         | 2:09.97 (WR)     | 키무라 다이스케 · 일본                                                         | 2:13.60 (GR)   | 시리사논트 라타퐁 · 태국                     | 2:15.81      |
| 100m 접영     | 야마모토 타카시 · 일본                                                         | 52.59 (GR)       | 카와모토 코헤이 · 일본                                                         | 53.22          | 진하오 · 중화인민공화국                      | 53.56        |
| 200m 접영     | 우펑 · 중화인민공화국                                                          | 1분 56초 63 (GR) | 야마모토 타카시 · 일본                                                         | 1분 57.18      | 마츠다 타케시 · 일본                         | 1분 57.26    |
| 200m 개인혼영 | 모리 타카히로 · 일본                                                           | 2:00.53 (AR)     | 미키 지로 · 일본                                                               | 2:02.07 (AR)   | 오우양 쿤펑 · 중화인민공화국                 | 2:03.34      |
| 400m 개인혼영 | 우펑 · 중화인민공화국                                                          | 4:15.38 (AR)     | 모리 타카히로 · 일본                                                           | 4:16.63 (GR)   | 타니구치 신야 · 일본                         | 4:17.03 (GR) |
| 400m 계영     | 중화인민공화국 · 후앙 샤오후아 · 진하오 · 천주오 · 리우유                      | 3:21.07          | 일본 · 나구라 나오키 · 오쿠무라 요시히로 · 호소카와 다이스케 · 아케베 히로아키 | 3:23.43        | 대한민국 · 성민 · 고윤호 · 김민석 · 한규철   | 3:23.58      |
| 800m 계영     | 일본 · 후지타 수니치 · 오쿠무라 요시히로 · 호소카와 다이스케 · 이치카와 요스케 | 7분 20.59        | 중화인민공화국 · 우펑 · 천주오 · 워청 · 리우유                                 | 7분 25초       | 대한민국 · 최원일 · 고윤호 · 김방현 · 한규철 | 7분 29.36    |
| 400m 혼계영   | 일본 · 니시코리 아츠시 · 기타지마 고스케 · 야마모토 타카시 · 오쿠무라 요시히로 | 3분 37초 45      | 중화인민공화국 · 오양 쿤펑 · 정 칠리앙 · 진하오 · 천주오                       | 3:42.07        | 대한민국 · 성민 · 손성욱 · 우정남 · 고윤호   | 3:46.44      |

## 여자
| 종목          | 금                                                       | 금             | 은                                                                     | 은             | 동                                           | 동        |
| ------------- | -------------------------------------------------------- | -------------- | ---------------------------------------------------------------------- | -------------- | -------------------------------------------- | --------- |
| 50 m 자유형   | 쉬옌웨이 · 중화인민공화국                                | 25.42          | 선소은 · 대한민국                                                      | 25.63          | 저우샤오웨이 · 중화인민공화국                | 25.76     |
| 100 m 자유형  | 쉬옌웨이 · 중화인민공화국                                | 54초 92        | 나가이 도모코 · 일본 · 양위 · 중화인민공화국                           | 55.51          |                                              |           |
| 200m 자유형   | 앙위 · 중화인민공화국                                    | 1분 58.43 (GR) | 쉬옌웨이 · 중화인민공화국                                              | 1분 59.42 (GR) | 나가이 도모코 · 일본                         | 2:00.52   |
| 400m 자유형   | 야마다 사치코 · 일본                                     | 4:07.23 (GR)   | 천화 · 중화인민공화국                                                  | 4:12.24 (GR)   | 탕징즈 · 중화인민공화국                      | 4:15.82   |
| 800m 자유형   | 천화 · 중화인민공화국                                    | 8:25.36 (AR)   | 야마다 사치코 · 일본                                                   | 8:28.77 (GR)   | 장옌 · 중화인민공화국                        | 8:44.80   |
| 100m 배영     | 젠수 · 중화인민공화국                                    | 1분 01.82      | 이나다 노리코 · 일본                                                   | 1분 02초 16    | 데라카와 아야 · 일본                         | 1분 02.35 |
| 200m 배영     | 나카무라 레이코 · 일본                                   | 2:11.44        | 데라카와 아야 · 일본                                                   | 2:12.38        | 젠수 · 중화인민공화국                        | 2:13.25   |
| 100m 평영     | 뤄쉐쥐안 · 중화인민공화국                                | 1분 06.84 (AR) | 치후이 · 중화인민공화국                                                | 1분 08.35 (GR) | 가와나베 후미코 · 일본                       | 1분 10.11 |
| 200m 평영     | 치후이 · 중화인민공화국                                  | 2:24.01 (GR)   | 뤄쉐쥐안 · 중화인민공화국                                              | 2:24.67 (GR)   | 가와나베 후미코 · 일본                       | 2:29.82   |
| 100m 접영     | 저우야페이 · 중화인민공화국                              | 58.88          | 나카니시 유코 · 일본                                                   | 1분 00.18      | 조셀린 예오웨이 링 · 싱가포르                | 1분 01.06 |
| 200m 접영     | 나카니시 유코 · 일본                                     | 2분 08초 99    | 미타 마키 · 일본                                                       | 2:11.57        | 류인 · 중화인민공화국                        | 2:12.07   |
| 200m 개인혼영 | 치후이 · 중화인민공화국                                  | 2:13.94        | 저우야페이 · 중화인민공화국                                            | 2:14.67        | 후지노 마이코 · 일본                         | 2:16.37   |
| 400m 개인혼영 | 치후이 · 중화인민공화국                                  | 4:40.37        | 후지노 마이코 · 일본                                                   | 4:43.49        | 저우야페이 · 중화인민공화국                  | 4:47.09   |
| 400 m 계영    | 중화인민공화국 · 양위 · 주잉원 · 쥐제레이 · 쉬옌웨이     | 3분 40초 95    | 일본 · 미타 마키 · 나가이 도모코 · 우라베 노리에 · 야마다 사치코       | 3:44.59        | 대한민국 · 류윤지 · 김현주 · 심민지 · 선소은 | 3:44.81   |
| 800m 계영     | 중화인민공화국 · 주잉원 · 탕징즈 · 쉬옌웨이 · 양위       | 7분 58.46      | 일본 · 미타 마키 · 나가이 도모코 · 야마다 사치코 · 우라베 노리에       | 8:02.76        | 대한민국 · 하은주 · 김예설 · 김현주 · 심민지 | 8:19.62   |
| 400m 혼계영   | 중화인민공화국 · 젠수 · 뤄쉐쥐안 · 저우야페이 · 쉬옌웨이 | 4:00.21        | 일본 · 이나다 노리코 · 카와나베 후미코 · 나카니시 유코 · 나가이 토모코 | 4:05.75        | 대한민국 · 신민지 · 구효진 · 박경화 · 선소은 | 4:13.41   |

## 참가국
28개국에서 총 220명의 선수가 참가했다.